# پمفیگوئید غشای مخاطی
پمفیگوئید غشای مخاطی (انگلیسی: Mucous membrane pemphigoid) یک بیماری خودایمنی نادر جلدی تاول‌دهنده است که مشخصه‌اش ضایعات فرسایشی غشای مخاطی و پوست است و یکی از انواع بیماری‌های پمفیگوئید محسوب می‌شود که از خود بافت اِسکار به‌جا می‌گذارد.
این بیماری بیشتر مخاط دهان و لثه را درگیر می کندِ اما در غشای مخاطیِ سایرِ نقاط بدن همچون سینوس‌ها، آلت تناسلی، مقعد و قرنیه هم ممکن است ایجاد شود. هنگامی که قرنیه چشم درگیر می‌شود، اِسکاری مکرر ممکن است منجر به نابینایی فرد شود.
«پمفیگوئید سیکاتریکال برانستینگ-پری» یک نوع نادر از پمفیگوئید غشای مخاطی است که پوست سر و گردن را بدون درگیری سایر غشاء مخاطی درگیر می‌کند. برخی پژوهشگران معتقدند این گونهٔ نادر، نوعی اپی‌درمولیز بولوسا اکوئیزیتا است.

نشانه نیکولسکی در پمفیگوئید مخاطی و در پمفیگوس دیده می شودِ اما در پمفیگوئید تاولی وجود ندارد.
درمان بیماری بر حسب شدت آن متفاوت است. گاهی از درمان سیستمیک و گاهی از داروهای موضعی استفاده می‌شود. رعایت بهداشت دهان و دندان ضروری است. پزشکان گاهی به بیماران‌شان کورتیکواستروئید موضعی (همچون فلوسینونید، کلوبتازول پروپیونات و تریامسینولون استامید تجویز می‌کنند). برفک دهان را که ناشی از مصرف طولانی‌مدت کورتون‌هاست می‌توان با داروهای ضد قارچ همچون ژل میکونازول و دهان‌شویهٔ کلرهگزیدین درمان کرد. گاهی نیز سیکلوسپورین موضعی تجویز می‌شود. اگر داپسون تجویز شود، دوز آن باید خیلی آهسته افزایش یاید تا بروز عوارض جلوگیری شود. پردنیزون، پردنیزولون سیستمیک در موارد شدید بیماری کاربرد دارند. داروهای دیگری که در درمان پمفیگوئید مخاطی مورد بررسی و کارآزمایی قرار گرفته، آزاتیوپرین، سیکلوفسفامید، متوترکسات، تالیدومید، مایکوفنولیک اسید، لفلونوماید، سولفاسالازین، تتراسایکلین‌ها (مینوسایکلین، داکسی‌سایکلین) و نیکوتینامید هستند.
به نظر می‌رسد پلاسمافرز به درمان برخی مبتلایان کمک می‌کند. گاهی برای ترمیم بافت اِسکار، جلوگیری از عوارضی همچون نابینایی، تنگی راه‌های هوایی فوقانی یا تنگی مری نیاز به عمل جراحی است.